# Хэйгел, Чак
Чарльз Ти́моти «Чак» Хэ́йгел (англ. Charles Timothy «Chuck» Hagel; род. 4 октября 1946 года, Норт-Платт, Небраска) — американский политический, государственный и военный деятель, член Республиканской партии США. Сенатор США от штата Небраска в 1997—2009 годах.
Министр обороны США с 27 февраля 2013 года по 17 февраля 2015 года.

## Биография
В 1967—1968 годах служил в Армии США, участник войны во Вьетнаме. Награждён двумя медалями «Пурпурное сердце». Окончил Университет Небраски в 1971 году, переехал в Вашингтон чтобы работать лоббистом. В 1984 году основал оператора сотовой связи «Вангард», стал мульти-миллионером.
Избирался в Сенат США в 1996 году и в 2002 году, входил в состав комитетов по международным отношениям, разведке и банковской деятельности. Стал первым за четверть века сенатором-республиканцем от Небраски.
В конце 2008 года рассматривался как один из возможных кандидатов на должность госсекретаря США (пост тогда заняла Хиллари Клинтон).
7 января 2013 года Бараком Обамой был выдвинут на пост министра обороны страны. Комитет Сената США по вооружённым силам одобрил кандидатуру Хэйгела на пост министра обороны и рекомендовал Сенату утвердить Чака Хейгела в качестве нового руководителя военного ведомства страны.
Тем не менее, к кандидату возникло несколько претензий у сенаторов-однопартийцев, связанных с тем, что работая в Сенате в 1997—2009 гг, он нередко выступал с критикой политики Израиля и отказывался поддержать инициативы про-израильских общественных организаций в США. Однажды он неодобрительно высказался о могущественном «еврейском лобби» в США, заявив, что он «не израильский, а американский сенатор». Его тут же обвинили в антисемитизме. Также Хэйгел выступал за решение иранской ядерной проблемы дипломатическим путём и осуждал попытки подтолкнуть США и Израиль к войне с Ираном, а также допускал возможность переговоров с группировкой «Хезболла». После назначения на должность Министра обороны, Хэйгел инициировал предоставление Израилю крупнейшего пакета военной помощи за всю историю американо-израильского сотрудничества.

## Критика
Хэйгел широко критиковался американскими правозащитными организациями и гей-активистами за свою консервативную позицию в отношении службы геев в армии и соблюдения их прав на военной службе.
Ряд сенаторов-республиканцев потребовал от Хейгела отчитаться о гонорарах, которые он получал за свои выступления в течение последних пяти лет. Законодателей интересовало, кем и в каких количествах выплачивались гонорары, а также вовлечённость в это иностранных организаций.

## Отставка
В августе 2013 года у Хэ́йгела возникли разногласия с президентом Обамой и другими членами президентской администрации по вопросу политики в отношении режима Башара Асада и сирийской оппозиции. 24 ноября 2014 Хэ́йгел подал в отставку с поста министра обороны. Позднее Хэйгел пояснил, что разногласия возникли из-за того, что Обама отказался отдать приказ о нанесении ракетного удара по Дамаску, несмотря на то, что сирийские войска применили против оппозиции отравляющий газ, в результате чего пострадали сотни гражданских лиц, то есть перешли «красную черту», объявленную ранее самим Обамой. Как считает Хэ́йгел, отказ от решительных действий в критический момент нанес сокрушительный удар по репутации как самого президента Обамы, так и США в целом:
Каждое слово президента дорогого стоит, президент не должен бросать слова на ветер (A president’s word is a big thing, and when the president says things, that’s a big deal)